# Pseudagrion coomansi
Pseudagrion coomansi – gatunek ważki z rodziny łątkowatych (Coenagrionidae).